# Convocazioni per il Campionato europeo femminile di pallacanestro 2019
Elenco delle giocatotrici convocate da ciascuna Nazionale partecipante al Campionato europeo femminile di pallacanestro 2019.
Il simbolo  indica il capitano della squadra.
L'età è stata calcolata alla data di apertura del torneo.

## Gruppo A

### Lettonia
La selezione, comunicata il 22 giugno 2019, è composta da:
| N. | Giocatrice       | Ruolo | Data di nascita (età)*      | Altezza* | Squadra 2018-2019   |
| -- | ---------------- | ----- | --------------------------- | -------- | ------------------- |
| 4  | Paula Strautmane | AG    | 23 marzo 1997 (22 anni)     | 1,85 m   | Quinnipiac Bobcats  |
| 6  | Laura Puriņa     | G     | 27 maggio 1990 (29 anni)    | 1,76 m   | MKK Siedlce         |
| 7  | Elīna Babkina    | P     | 24 aprile 1989 (30 anni)    | 1,72 m   | Ślęza Breslavia     |
| 10 | Karlīne Nīmane   | AG    | 16 novembre 1990 (28 anni)  | 1,86 m   | TTT Rīga            |
| 13 | Aija Brumermane  | C     | 17 ottobre 1986 (32 anni)   | 1,92 m   | TTT Rīga            |
| 14 | Luīze Šepte      | A     | 8 ottobre 1999 (19 anni)    | 1,80 m   | South Florida Bulls |
| 15 | Ieva Krastiņa    | G     | 22 luglio 1990 (28 anni)    | 1,72 m   | TTT Rīga            |
| 16 | Ilze Jākobsone   | P     | 19 aprile 1994 (25 anni)    | 1,68 m   | USC Freiburg        |
| 22 | Zenta Meļņika    | C     | 6 settembre 1991 (27 anni)  | 1,96 m   | San Martino         |
| 28 | Kristīne Vītola  | AG    | 2 giugno 1991 (28 anni)     | 1,96 m   | TTT Rīga            |
| 35 | Kate Krēsliņa    | AP    | 14 aprile 1996 (23 anni)    | 1,84 m   | TTT Rīga            |
| 45 | Digna Strautmane | AG    | 18 settembre 1998 (20 anni) | 1,88 m   | Syracuse Orange     |

* Statura media: 1,83 m, età media: 27 anni.
Allenatore: Mārtiņš Zībarts
Assistenti: Aigars Nerips, Matīss Rožlapa

### Regno Unito
La selezione, comunicata il 19 giugno 2019, è composta da:
| N. | Giocatrice        | Ruolo | Data di nascita (età)*      | Altezza* | Squadra 2018-2019   |
| -- | ----------------- | ----- | --------------------------- | -------- | ------------------- |
| 4  | Georgia Jones     | G     | 3 aprile 1990 (29 anni)     | 1,72 m   | Manchester Mystics  |
| 6  | Stef Collins      | P     | 30 dicembre 1982 (36 anni)  | 1,68 m   | Rhondda Rebels      |
| 7  | Rachael Vanderwal | G     | 27 giugno 1983 (36 anni)    | 1,76 m   | Gernika Bizkaia     |
| 8  | Chantelle Handy   | AP    | 16 giugno 1987 (32 anni)    | 1,88 m   | PB63 Battipaglia    |
| 9  | Hannah Shaw       | C     | 22 settembre 1990 (28 anni) | 1,92 m   | Cortegada           |
| 11 | Mollie Campbell   | A     | 28 febbraio 1995 (24 anni)  | 1,83 m   | Leicester Riders    |
| 13 | Jo Leedham        | G     | 5 dicembre 1987 (31 anni)   | 1,76 m   | Orzel Polkowice     |
| 14 | Janice Monakana   | A     | 6 agosto 1995 (23 anni)     | 1,82 m   | Sevenoaks Suns      |
| 15 | Temi Fagbenle     | C     | 8 settembre 1992 (26 anni)  | 1,93 m   | Orzel Polkowice     |
| 25 | Cheridene Green   | A     | 19 settembre 1995 (23 anni) | 1,90 m   | Tenn. L. Volunteers |
| 41 | Eilidh Simpson    | G     | 11 settembre 1992 (26 anni) | 1,70 m   | CSL Dijon           |
| 44 | Karlie Samuelson  | G     | 10 maggio 1995 (24 anni)    | 1,83 m   | Castors Braine      |

* Statura media: 1,81 m, età media: 29 anni.
Allenatore: Chema Buceta
Assistenti:  Vanessa Ellis, Susana García

### Spagna
La selezione, comunicata il 17 giugno 2019, è composta da:
| N. | Giocatrice       | Ruolo | Data di nascita (età)*      | Altezza* | Squadra 2018-2019  |
| -- | ---------------- | ----- | --------------------------- | -------- | ------------------ |
| 3  | Andrea Vilaró    | A     | 9 maggio 1993 (26 anni)     | 1,79 m   | Sedis Seu d'Urgell |
| 4  | Laura Nicholls   | P     | 26 febbraio 1989 (30 anni)  | 1,90 m   | Nadežda Orenburg   |
| 5  | Cristina Ouviña  | G     | 18 settembre 1990 (28 anni) | 1,73 m   | C.J.M. Bourges     |
| 6  | Silvia Domínguez | AG    | 31 gennaio 1987 (32 anni)   | 1,65 m   | Avenida            |
| 9  | Laia Palau       | PG    | 10 settembre 1979 (39 anni) | 1,78 m   | Uni Girona         |
| 10 | Marta Xargay     | G     | 20 dicembre 1990 (28 anni)  | 1,80 m   | Dinamo Kursk       |
| 13 | Tamara Abalde    | P     | 6 febbraio 1989 (30 anni)   | 1,92 m   | Valencia BC        |
| 15 | Anna Cruz        | G     | 27 ottobre 1986 (32 anni)   | 1,72 m   | Dinamo Kursk       |
| 17 | María Pina       | A     | 8 agosto 1987 (31 anni)     | 1,89 m   | Valencia BC        |
| 18 | Queralt Casas    | AP    | 18 novembre 1992 (26 anni)  | 1,80 m   | Sopron Basket      |
| 24 | Laura Gil        | C     | 24 aprile 1992 (27 anni)    | 1,90 m   | Avenida            |
| 45 | Astou Ndour      | G     | 22 agosto 1994 (24 anni)    | 1,98 m   | Cukurova           |

* Statura media: 1,82 m, età media: 30 anni.
Allenatore: Lucas Mondelo
Assistenti: César Rupérez, Madelén Urieta

### Ucraina
La selezione, comunicata il 24 giugno 2019, è composta da:
| N. | Giocatrice           | Ruolo | Data di nascita (età)*     | Altezza* | Squadra 2018-2019   |
| -- | -------------------- | ----- | -------------------------- | -------- | ------------------- |
| 5  | Viktorija Kondus'    | AP    | 11 marzo 1997 (22 anni)    | 1,80 m   | Kyiv-Basket         |
| 7  | Vladyslava Vološyna  | G     | 3 giugno 2000 (19 anni)    | 1,80 m   | -                   |
| 8  | Vita Horobec'        | G     | 6 aprile 1996 (23 anni)    | 1,80 m   | Namur Capitale      |
| 9  | Oleksandra Radulovyć | AP    | 4 aprile 1986 (33 anni)    | 1,85 m   | -                   |
| 11 | Miriam Uro-Nilje     | AG    | 21 ottobre 1994 (24 anni)  | 1,89 m   | Katarzynki Toruń    |
| 12 | Ol'ha Jackovec'      | A     | 16 ottobre 1997 (21 anni)  | 1,89 m   | MBK Ružomberok      |
| 13 | Olesja Malašenko     | AG    | 21 febbraio 1991 (28 anni) | 1,89 m   | Castors Braine      |
| 19 | Taïsija Udodenko     | AG    | 7 maggio 1989 (30 anni)    | 1,90 m   | Ślęza Breslavia     |
| 23 | Alina Jahupova       | AP    | 9 febbraio 1992 (27 anni)  | 1,86 m   | Cukurova            |
| 31 | Anna Ol'chovyk       | A     | 18 giugno 1987 (32 anni)   | 1,86 m   | Kyiv-Basket         |
| 32 | Ljudmyla Naumenko    | AP    | 30 giugno 1993 (25 anni)   | 1,88 m   | Cukurova            |
| 88 | Arina Bilocerkivs'ka | P     | 3 dicembre 1989 (29 anni)  | 1,70 m   | Ostrów Wielkopolski |

* Statura media: 1,84 m, età media: 27 anni.
Allenatore: Goran Bošković
Assistente: Inna Kochubei

## Gruppo B

### Francia
La selezione, comunicata il 16 giugno 2019, è composta da:
| N. | Giocatrice        | Ruolo | Data di nascita (età)*      | Altezza* | Squadra 2018-2019  |
| -- | ----------------- | ----- | --------------------------- | -------- | ------------------ |
| 0  | Olivia Époupa     | P     | 30 aprile 1994 (25 anni)    | 1,64 m   | Beşiktaş           |
| 3  | Ornella Bankolé   | G     | 17 settembre 1997 (21 anni) | 1,81 m   | Lattes Montpellier |
| 4  | Marine Fauthoux   | AP    | 23 gennaio 2001 (18 anni)   | 1,76 m   | Tarbes             |
| 5  | Endéné Miyem      | AG    | 15 maggio 1988 (31 anni)    | 1,88 m   | Lattes Montpellier |
| 6  | Alexia Chartereau | AG    | 5 settembre 1988 (30 anni)  | 1,90 m   | C.J.M. Bourges     |
| 7  | Sandrine Gruda    | C     | 25 giugno 1987 (32 anni)    | 1,93 m   | Famila Schio       |
| 11 | Valériane Ayayi   | AP    | 29 aprile 1994 (25 anni)    | 1,84 m   | ZVVZ USK Praga     |
| 12 | Iliana Rupert     | C     | 12 luglio 2001 (17 anni)    | 1,94 m   | C.J.M. Bourges     |
| 14 | Bria Hartley      | P     | 30 settembre 1992 (26 anni) | 1,76 m   | Fenerbahçe         |
| 17 | Marine Johannès   | G     | 21 gennaio 1995 (24 anni)   | 1,77 m   | C.J.M. Bourges     |
| 21 | Marième Badiane   | C     | 24 novembre 1994 (24 anni)  | 1,90 m   | Lyon ASVEL         |
| 88 | Sara Chevaugeon   | G     | 12 febbraio 1993 (26 anni)  | 1,77 m   | Flammes Carolo     |

* Statura media: 1,82 m, età media: 25 anni.
Allenatore: Valérie Garnier
Assistenti: Grégory Halin, Olivier Lafargue

### Montenegro
La selezione, comunicata il 24 giugno 2019, è composta da:
| N. | Giocatrice        | Ruolo | Data di nascita (età)*      | Altezza* | Squadra 2018-2019   |
| -- | ----------------- | ----- | --------------------------- | -------- | ------------------- |
| 5  | Jovana Pašić      | A     | 12 maggio 1992 (27 anni)    | 1,83 m   | ASC Sfantu Gheorghe |
| 6  | Jelena Vučetić    | PG    | 14 settembre 1993 (25 anni) | 1,82 m   | Budućnost           |
| 7  | Nataša Popović    | C     | 14 aprile 1982 (37 anni)    | 1,90 m   | Strasbourg I.G.     |
| 8  | Dragana Živković  | G     | 23 gennaio 2001 (18 anni)   | 1,79 m   | Budućnost           |
| 9  | Snežana Aleksić   | P     | 14 gennaio 1989 (30 anni)   | 1,73 m   | Beroe Stara Zagora  |
| 11 | Božica Mujović    | P     | 7 gennaio 1996 (23 anni)    | 1,76 m   | CB Al-Qázeres       |
| 12 | Milena Jakšić     | G     | 27 dicembre 1998 (20 anni)  | 1,83 m   | Budućnost           |
| 13 | Bojana Kovačević  | AG    | 16 ottobre 1996 (22 anni)   | 1,86 m   | Sant Adriá          |
| 14 | Milica Jovanović  | A     | 14 agosto 1989 (29 anni)    | 1,89 m   | Sant Adriá          |
| 19 | Violeta Lazarević | C     | 13 giugno 1997 (22 anni)    | 1,90 m   | Budućnost           |
| 23 | Irena Matović     | AG    | 23 maggio 1988 (31 anni)    | 1,84 m   | CDB Clarinos        |
| 25 | Glory Johnson     | A     | 27 luglio 1990 (28 anni)    | 1,91 m   | Hatay               |

* Statura media: 1,84 m, età media: 27 anni.
Allenatore: Jelena Škerović
Assistenti:  Boško Radović, Rajko Krivokapić

### Repubblica Ceca
La selezione, comunicata il 19 giugno 2019, è composta da:
| N. | Giocatrice         | Ruolo | Data di nascita (età)*    | Altezza* | Squadra 2018-2019 |
| -- | ------------------ | ----- | ------------------------- | -------- | ----------------- |
| 0  | Renata Březinová   | G     | 6 gennaio 1990 (29 anni)  | 1,85 m   | Katarzynki Toruń  |
| 3  | Kamila Štěpánová   | C     | 3 dicembre 1988 (30 anni) | 1,92 m   | Landerneau        |
| 5  | Romana Hejdová     | G     | 9 maggio 1988 (31 anni)   | 1,80 m   | Basket Landes     |
| 6  | Karolína Elhotová  | AP    | 7 gennaio 1992 (27 anni)  | 1,82 m   | ZVVZ USK Praga    |
| 8  | Veronika Voráčková | G     | 21 giugno 1999 (20 anni)  | 1,80 m   | ZVVZ USK Praga    |
| 9  | Lenka Bartáková    | P     | 17 maggio 1991 (28 anni)  | 1,75 m   | KP Brno           |
| 10 | Beáta Adamcová     | AP    | 13 gennaio 1993 (26 anni) | 1,80 m   | Brno              |
| 11 | Kateřina Elhotová  | AP    | 14 ottobre 1989 (29 anni) | 1,80 m   | ZVVZ USK Praga    |
| 12 | Tereza Vyoralová   | P     | 16 gennaio 1994 (25 anni) | 1,76 m   | ZVVZ USK Praga    |
| 14 | Tereza Pecková     | AG    | 10 luglio 1987 (31 anni)  | 1,90 m   | DSK Nymburk       |
| 15 | Renata Pudláková   | G     | 18 marzo 1992 (27 anni)   | 1,77 m   | Stars Keltern     |
| 18 | Klára Vojtíková    | AG    | 16 giugno 1994 (25 anni)  | 1,90 m   | Sokol HK          |

* Statura media: 1,82 m, età media: 28 anni.
Allenatore: Štefan Svitek
Assistenti: Ivan Beneš, Veronika Bortelová

### Svezia
La selezione, comunicata il 16 giugno 2019, è composta da:
| N. | Giocatrice               | Ruolo | Data di nascita (età)*      | Altezza* | Squadra 2018-2019   |
| -- | ------------------------ | ----- | --------------------------- | -------- | ------------------- |
| 1  | Farhiya Abdi             | AG    | 31 maggio 1992 (27 anni)    | 1,88 m   | Galatasaray         |
| 5  | Kalis Loyd               | A     | 5 aprile 1989 (30 anni)     | 1,84 m   | Flammes Carolo      |
| 6  | Frida Eldebrink          | PG    | 4 gennaio 1988 (31 anni)    | 1,75 m   | Atomerőmű Szekszárd |
| 7  | Klara Lundquist          | P     | 28 agosto 1999 (19 anni)    | 1,73 m   | Telge Basket        |
| 8  | Ellen Nyström            | A     | 15 settembre 1993 (25 anni) | 1,85 m   | Ibaeta              |
| 9  | Elin Eldebrink           | G     | 4 gennaio 1988 (31 anni)    | 1,70 m   | Avenida             |
| 10 | Danielle Hamilton-Carter | C     | 23 gennaio 1990 (29 anni)   | 1,91 m   | Ceglédi EKK         |
| 11 | Regan Magarity           | AG    | 30 aprile 1996 (23 anni)    | 1,90 m   | Hatay               |
| 13 | Binta Drammeh            | G     | 21 maggio 1992 (27 anni)    | 1,81 m   | Araski Vitoria      |
| 14 | Louice Halvarsson        | C     | 15 gennaio 1989 (30 anni)   | 1,91 m   | Wetterbygden Sparks |
| 15 | Josefin Vesterberg       | C     | 2 novembre 1993 (25 anni)   | 1,90 m   | Kang.s Mechelen     |
| 17 | Amanda Zahui             | AG    | 8 settembre 1993 (25 anni)  | 1,96 m   | Sopron              |

* Statura media: 1,84 m, età media: 28 anni.
Allenatore: François Gomez
Assistenti: Francisco Pinto, Jesper Sundberg

## Gruppo C

### Italia
La selezione, comunicata il 24 giugno 2019, è composta da:
| N. | Giocatrice          | Ruolo | Data di nascita (età)*     | Altezza* | Squadra 2018-2019     |
| -- | ------------------- | ----- | -------------------------- | -------- | --------------------- |
| 0  | Caterina Dotto      | P     | 17 marzo 1993 (26 anni)    | 1,70 m   | San Martino           |
| 3  | Nicole Romeo        | P     | 29 agosto 1989 (29 anni)   | 1,66 m   | Eirene Ragusa         |
| 7  | Giorgia Sottana     | G     | 15 dicembre 1988 (30 anni) | 1,75 m   | Fenerbahçe            |
| 9  | Cecilia Zandalasini | AP    | 16 marzo 1996 (23 anni)    | 1,85 m   | Fenerbahçe            |
| 10 | Francesca Dotto     | P     | 17 marzo 1993 (26 anni)    | 1,69 m   | Famila Schio          |
| 13 | Valeria De Pretto   | AP    | 16 novembre 1991 (27 anni) | 1,85 m   | Reyer Venezia         |
| 14 | Martina Crippa      | G     | 31 marzo 1989 (30 anni)    | 1,78 m   | Famila Schio          |
| 19 | Lorela Cubaj        | C     | 8 gennaio 1999 (20 anni)   | 1,93 m   | Georgia T. Yel. Jack. |
| 20 | Elisa Ercoli        | C     | 26 dicembre 1995 (23 anni) | 1,90 m   | GEAS                  |
| 23 | Sabrina Cinili      | A     | 22 aprile 1989 (30 anni)   | 1,91 m   | Eirene Ragusa         |
| 33 | Olbis Futo Andrè    | C     | 25 dicembre 1998 (20 anni) | 1,92 m   | Famila Schio          |
| 41 | Elisa Penna         | A     | 13 novembre 1995 (23 anni) | 1,91 m   | W.F. Dem. Deacons     |

* Statura media: 1,82 m, età media: 27 anni.
Allenatore: Marco Crespi
Assistenti: Alessandro Magro, Gianluca Quarta

### Slovenia
La selezione, comunicata il 17 giugno 2019, è composta da:
| N. | Giocatrice         | Ruolo | Data di nascita (età)*     | Altezza* | Squadra 2018-2019      |
| -- | ------------------ | ----- | -------------------------- | -------- | ---------------------- |
| 2  | Aleksandra Krošelj | P     | 25 febbraio 1999 (20 anni) | 1,72 m   | Cinkarna Celje         |
| 3  | Teja Oblak         | G     | 20 dicembre 1990 (28 anni) | 1,72 m   | ZVVZ USK Praga         |
| 6  | Annamaria Prezelj  | G     | 30 luglio 1997 (21 anni)   | 1,75 m   | Gorzów Wielkopolski    |
| 7  | Maruša Seničar     | AG    | 5 maggio 1997 (22 anni)    | 1,87 m   | Cinkarna Celje         |
| 8  | Teja Goršič        | C     | 7 luglio 1999 (19 anni)    | 1,89 m   | BAM Poprad             |
| 9  | Nika Barič         | P     | 2 settembre 1992 (26 anni) | 1,69 m   | UMMC Ekaterinburg      |
| 10 | Tina Jakovina      | AP    | 11 agosto 1992 (26 anni)   | 1,82 m   | TSV 1880 Wasserburg    |
| 11 | Eva Rupnik         | G     | 18 ottobre 1992 (26 anni)  | 1,76 m   | Eintracht Braunschweig |
| 12 | Eva Lisec          | C     | 17 giugno 1995 (24 anni)   | 1,92 m   | Famila Schio           |
| 13 | Zala Friškovec     | P     | 11 novembre 1999 (19 anni) | 1,80 m   | Cinkarna Celje         |
| 30 | Shante Evans       | C     | 8 luglio 1991 (27 anni)    | 1,85 m   | Villeneuve-d'Ascq      |
| 88 | Merisa Dautović    | AG    | 22 dicembre 1999 (19 anni) | 1,86 m   | AJM Maribor            |

* Statura media: 1,80 m, età media: 24 anni.
Allenatore: Damir Grgić
Assistenti: Jure Krajnc, Slavko Duščak

### Turchia
La selezione, comunicata il 25 giugno 2019, è composta da:
| N. | Giocatrice     | Ruolo | Data di nascita (età)*      | Altezza* | Squadra 2018-2019 |
| -- | -------------- | ----- | --------------------------- | -------- | ----------------- |
| 0  | Asena Yalçın   | P     | 4 aprile 1991 (28 anni)     | 1,66 m   | Mersin BSB        |
| 1  | Pelin Bilgiç   | P     | 15 luglio 1994 (24 anni)    | 1,73 m   | Cukurova          |
| 3  | Ayşe Cora      | G     | 3 marzo 1993 (26 anni)      | 1,75 m   | Fenerbahçe        |
| 4  | Olcay Çakır    | P     | 13 luglio 1993 (25 anni)    | 1,82 m   | Botaş             |
| 7  | Cansu Köksal   | AP    | 28 aprile 1994 (25 anni)    | 1,87 m   | Hatay             |
| 9  | Bahar Çağlar   | AP    | 28 settembre 1988 (30 anni) | 1,90 m   | Beşiktaş          |
| 10 | Işıl Alben     | P     | 22 febbraio 1986 (33 anni)  | 1,72 m   | Galatasaray       |
| 12 | Tuğçe Canıtez  | AG    | 10 novembre 1990 (28 anni)  | 1,88 m   | Fenerbahçe        |
| 15 | Tilbe Şenyürek | AG    | 26 aprile 1995 (24 anni)    | 1,89 m   | Fenerbahçe        |
| 24 | İnci Güçlü     | C     | 26 febbraio 1999 (20 anni)  | 2,05 m   | Galatasaray       |
| 33 | Esra Ural      | C     | 18 agosto 1991 (27 anni)    | 1,98 m   | Fenerbahçe        |
| 41 | Kiah Stokes    | C     | 30 marzo 1993 (26 anni)     | 1,90 m   | Fenerbahçe        |

* Statura media: 1,85 m, età media: 28 anni.
Allenatore: Ceyhun Yıldızoğlu
Assistenti: Osman Orak, Esmeral Tunçluer

### Ungheria
La selezione, comunicata il 23 giugno 2019, è composta da:
| N. | Giocatrice         | Ruolo | Data di nascita (età)*      | Altezza* | Squadra 2018-2019      |
| -- | ------------------ | ----- | --------------------------- | -------- | ---------------------- |
| 1  | Petra Pusztai      | G     | 27 aprile 1999 (20 anni)    | 1,77 m   | Aluinvent DVTK Miskolc |
| 2  | Virág Kiss         | C     | 12 aprile 1998 (21 anni)    | 1,94 m   | KSC Szekszárd          |
| 4  | Debóra Dubei       | AP    | 4 gennaio 1997 (22 anni)    | 1,82 m   | Sopron                 |
| 5  | Krisztina Raksányi | AP    | 26 settembre 1991 (27 anni) | 1,80 m   | UNI Győr               |
| 9  | Ágnes Studer       | G     | 10 settembre 1998 (20 anni) | 1,68 m   | KSC Szekszárd          |
| 10 | Zsófia Varga       | AP    | 15 gennaio 1989 (30 anni)   | 1,82 m   | UNI Győr               |
| 11 | Dóra Horti         | C     | 25 aprile 1987 (32 anni)    | 1,95 m   | Zalaegerszeg           |
| 18 | Réka Lelik         | G     | 14 aprile 1999 (20 anni)    | 1,79 m   | NKE-Csata              |
| 22 | Yvonne Turner      | P     | 13 ottobre 1987 (31 anni)   | 1,78 m   | Sopron                 |
| 23 | Bernadett Horváth  | P     | 27 agosto 1996 (22 anni)    | 1,70 m   | NKE-Csata              |
| 44 | Bernadett Határ    | C     | 24 agosto 1994 (24 anni)    | 2,08 m   | Sopron                 |
| 51 | Dorina Zele        | AG    | 13 febbraio 1992 (27 anni)  | 1,85 m   | Aluinvent DVTK Miskolc |

* Statura media: 1,83 m, età media: 26 anni.
Allenatore: Norbert Székely
Assistenti: Dalma Iványi, Andrea Mészárosné

## Gruppo D

### Belgio
La selezione, comunicata il 17 giugno 2019, è composta da:
| N. | Giocatrice         | Ruolo | Data di nascita (età)*      | Altezza* | Squadra 2018-2019      |
| -- | ------------------ | ----- | --------------------------- | -------- | ---------------------- |
| 5  | Kim Mestdagh       | G     | 12 marzo 1990 (29 anni)     | 1,79 m   | Çukurova Mersin        |
| 6  | Antonia Delaere    | AP    | 1º agosto 1994 (24 anni)    | 1,80 m   | Castors Braine         |
| 9  | Marjorie Carpréaux | PG    | 17 settembre 1987 (31 anni) | 1,61 m   | Kangoeroes Mechelen    |
| 11 | Emma Meesseman     | AG    | 13 maggio 1993 (26 anni)    | 1,92 m   | UMMC Ekaterinburg      |
| 12 | Ann Wauters        | C     | 12 ottobre 1980 (38 anni)   | 1,95 m   | -                      |
| 13 | Kyara Linskens     | C     | 13 novembre 1996 (22 anni)  | 1,93 m   | Gorzów Wielkopolski    |
| 22 | Hanne Mestdagh     | AP    | 19 aprile 1993 (26 anni)    | 1,78 m   | Namur Capitale         |
| 23 | Serena-Lynn Geldof | C     | 2 marzo 1997 (22 anni)      | 1,96 m   | Namur Capitale         |
| 32 | Heleen Nauwelaers  | AG    | 14 marzo 1996 (23 anni)     | 1,80 m   | Bembibre               |
| 35 | Julie Vanloo       | P     | 10 febbraio 1993 (26 anni)  | 1,68 m   | PEAC-Pecs              |
| 42 | Jana Raman         | AG    | 15 febbraio 1991 (28 anni)  | 1,87 m   | Picken Claret Valencia |
| 55 | Julie Allemand     | P     | 7 luglio 1996 (22 anni)     | 1,68 m   | Lyon ASVEL             |

* Statura media: 1,81 m, età media: 28 anni.
Allenatore: Philip Mestdagh
Assistente: Pierre Cornia, Sven Van Camp

### Bielorussia
Una preselezione di 16 giocatrici è stata comunicata l'11 maggio 2019. La lista definitiva è composta da:
| N. | Giocatrice            | Ruolo | Data di nascita (età)*     | Altezza* | Squadra 2018-2019   |
| -- | --------------------- | ----- | -------------------------- | -------- | ------------------- |
| 5  | Aljaksandra Tarasava  | P     | 23 giugno 1988 (31 anni)   | 1,72 m   | T.K. Hannover       |
| 6  | Kacjaryna Snycina     | AP    | 2 settembre 1985 (33 anni) | 1,88 m   | Hatay               |
| 7  | Julija Rycikava       | AP    | 8 settembre 1986 (32 anni) | 1,80 m   | AZS Gorzow          |
| 8  | Taccjana Lichtarovič  | G     | 29 marzo 1988 (31 anni)    | 1,80 m   | Sokol HK            |
| 9  | Vol'ha Zjuz'kova      | P     | 14 giugno 1983 (36 anni)   | 1,71 m   | Gorizont Minsk      |
| 10 | Anastasija Verameenka | AG    | 10 luglio 1987 (31 anni)   | 1,92 m   | Fenerbahçe          |
| 12 | Aryna Mas'ko          | AP    | 1º febbraio 1999 (20 anni) | 1,78 m   | Olimpia Grodno      |
| 13 | Maryja Papova         | AG    | 13 luglio 1994 (24 anni)   | 1,88 m   | Arka Gdynia         |
| 18 | Hanna Bryč            | AG    | 8 marzo 1997 (22 anni)     | 1,86 m   | Dinamo Mosca        |
| 20 | Alex Bentley          | P     | 27 ottobre 1990 (28 anni)  | 1,73 m   | Elitzur Holon       |
| 21 | Viktoryja Hasper      | C     | 9 gennaio 1988 (31 anni)   | 1,92 m   | BK Tsmoki-Minsk     |
| 23 | Janina Inkina         | AG    | 16 ottobre 1997 (21 anni)  | 1,86 m   | Little Rock Trojans |

* Statura media: 1,82 m, età media: 30 anni.
Allenatore: Natallja Trafimava
Assistente: Aliaksei Pyntsikau

### Russia
La selezione, comunicata il 24 giugno 2019, è composta da:
| N. | Giocatrice            | Ruolo | Data di nascita (età)*      | Altezza* | Squadra 2018-2019   |
| -- | --------------------- | ----- | --------------------------- | -------- | ------------------- |
| 4  | Raisa Musina          | AG    | 31 marzo 1998 (21 anni)     | 1,92 m   | UMMC Ekaterinburg   |
| 5  | Evgenija Beljakova    | G     | 27 giugno 1986 (33 anni)    | 1,82 m   | UMMC Ekaterinburg   |
| 7  | Marija Vadeeva        | C     | 16 luglio 1998 (20 anni)    | 1,90 m   | UMMC Ekaterinburg   |
| 8  | Ekaterina Fedorenkova | P     | 12 agosto 1993 (25 anni)    | 1,77 m   | Nadežda Orenburg    |
| 10 | Anastasija Šilova     | AP    | 10 gennaio 1991 (28 anni)   | 1,86 m   | Nadežda Orenburg    |
| 11 | Anastasija Logunova   | AP    | 20 luglio 1990 (28 anni)    | 1,92 m   | MBA Mosca           |
| 15 | Natal'ja Vieru        | C     | 25 luglio 1989 (29 anni)    | 1,96 m   | UMMC Ekaterinburg   |
| 17 | Elena Beglova         | P     | 1º settembre 1987 (31 anni) | 1,76 m   | UMMC Ekaterinburg   |
| 18 | Anna Leškovceva       | G     | 27 aprile 1987 (32 anni)    | 1,81 m   | MBA Mosca           |
| 23 | Julija Gladkova       | AP    | 17 gennaio 1994 (25 anni)   | 1,82 m   | Bembibre            |
| 32 | Žosselina Majga       | AG    | 30 aprile 1996 (23 anni)    | 1,93 m   | Nadežda Orenburg    |
| 99 | Ksenija Levčenko      | P     | 29 marzo 1996 (23 anni)     | 1,65 m   | Yenisey Krasnoyarsk |

* Statura media: 1,84 m, età media: 28 anni.
Allenatore: Olaf Lange
Assistenti:  Vladan Čubrić, Dmitry Shumikhin

### Serbia
La selezione, comunicata il 15 maggio 2019, è composta da:
| N. | Giocatrice            | Ruolo | Data di nascita (età)*      | Altezza* | Squadra 2018-2019      |
| -- | --------------------- | ----- | --------------------------- | -------- | ---------------------- |
| 3  | Maja Miljković        | P     | 11 aprile 1998 (21 anni)    | 1,75 m   | Castors Braine         |
| 5  | Sonja Petrović        | AP    | 18 febbraio 1989 (30 anni)  | 1,89 m   | Dinamo Kursk           |
| 6  | Saša Čađo             | G     | 13 luglio 1989 (29 anni)    | 1,78 m   | Mersin BŞB             |
| 8  | Nevena Jovanović      | G     | 13 giugno 1990 (29 anni)    | 1,79 m   | NKE Csata              |
| 9  | Jelena Milovanović    | AG    | 28 aprile 1989 (30 anni)    | 1,90 m   | Sopron                 |
| 10 | Dajana Butulija       | G     | 23 febbraio 1986 (33 anni)  | 1,75 m   | AZS Lublino            |
| 11 | Aleksandra Crvendakić | AG    | 17 marzo 1996 (23 anni)     | 1,87 m   | Sopron                 |
| 13 | Nikolina Milić        | C     | 12 aprile 1994 (25 anni)    | 1,89 m   | Gernika Bizkaia        |
| 14 | Dragana Stanković     | C     | 18 gennaio 1995 (24 anni)   | 1,95 m   | Artego Bydgoszcz       |
| 20 | Aleksandra Stanaćev   | P     | 25 settembre 1994 (24 anni) | 1,61 m   | Zamarat                |
| 23 | Ana Dabović           | G     | 18 agosto 1989 (29 anni)    | 1,83 m   | C.J.M. Bourges         |
| 24 | Maja Škorić           | AG    | 10 novembre 1989 (29 anni)  | 1,84 m   | Aluinvent DVTK Miskolc |

* Statura media: 1,82 m, età media: 29 anni.
Allenatore: Marina Maljković
Assistenti: Miloš Pađen, Vladimir Vuksanović